# Baton Rouge Symphony Orchestra
La Baton Rouge Symphony Orchestra, fondata nel 1947, è un'orchestra con sede a Baton Rouge, in Louisiana, negli Stati Uniti. L'orchestra si esibisce al Theatre for Performing Arts nel Baton Rouge River Center.
Nel 1940 un gruppo di donne formò un quartetto d'archi, suonando nelle proprie case, il loro sogno da tanto tempo di avere un'orchestra sinfonica in grado di servire la comunità locale. Dopo diversi anni di lavoro la nuova Baton Rouge Civic Symphony Orchestra tenne la sua prima esibizione il 5 febbraio 1947 nell'Auditorium dell'High School di Baton Rouge.

## Missione
La sua missione è quella di sviluppare e mantenere un'orchestra sinfonica di prima classe, finanziariamente solida, con un profilo regionale e nazionale che fornirà istruzione e arricchimento culturale alle persone della grande regione di Baton Rouge e delle comunità vicine.
La visione a lungo termine dell'orchestra è quella di assicurare il futuro della musica classica nella grande regione di Baton Rouge e nelle comunità vicine:
- esibendosi in concerti orchestrali e da camera selezionati tra una vasta gamma di repertori e generi;
- fornendo programmi e servizi educativi relativi alla musica per le persone;
- sostenendo i programmi delle organizzazioni di volontariato e di servizio che condividono la sua missione;
- agendo in modo fiscalmente responsabile attraverso l'implementazione di una programmazione economicamente efficace e strategie efficaci di marketing e raccolta fondi.[1]

## Storia
Inizialmente l'orchestra era composta da 60 musicisti provenienti da Baton Rouge, New Orleans, Southeastern Louisiana Institute (ora Southeastern Louisiana University) da Hammond e Southwestern Louisiana Institute (ora ULL) di Lafayette. Frederick Kopp diresse il primo concerto. Durante la stagione si tennero tre concerti e il primo solista ad apparire con l'orchestra fu la violinista Miriam Solovieff. La stagione si chiuse con una rappresentazione della Redenzione di Charles Gounod.

### Anni '40
Nella stagione 1948-49 quattro concerti furono presentati dal nuovo direttore d'orchestra, David Forrester. Una serie di recital da camera di nuova fattura, sponsorizzata dall'orchestra, fu inaugurata con due solisti di fama mondiale, Mischa Elman, violino e Dame Amparo Iturbi, piano. Un momento clou della stagione 1949-50 fu la comparsa del Baton Rouge Boys Choir, diretto da Carver Blanchard. Un altro sviluppo è stato l'inaugurazione di una serie per bambini progettata per iniziare alla musica i giovani di Baton Rouge facendo suonare l'orchestra nelle scuole.
L'orchestra aveva un nuovo direttore d'orchestra, Orlando Barera, che si era dimesso da direttore d'orchestra della Houston Symphony per venire a Baton Rouge.

### Anni '50
La stagione 1950-51 fu ampliata per includere sei concerti in abbonamento, oltre ai concerti per giovani e ai concerti da camera, con Amparo e José Iturbi come concertisti. Il consiglio di amministrazione rielesse la dott.ssa Cecil Lorio come presidente e votò Bobby Lorio come presidente onorario permanente della Baton Rouge Civic Symphony Association. Il direttore Richard Korn sostituì Alfredo Antonini, che non poté onorare il suo nuovo contratto a causa delle sue responsabilità come direttore musicale della CBS a New York.
Diversi anni dopo il suo inizio, l'orchestra nominò il suo primo direttore a lungo termine. Il Maestro Emil Cooper, che si era ritirato come direttore della Metropolitan Opera Orchestra di New York, fu assunto all'inizio della stagione 1951-52. Cooper rimase come direttore della Baton Rouge Civic Symphony fino alla stagione 1959-60. Quella stessa stagione l'orchestra si trasferì nel nuovo Lee High School Auditorium. Cooper avrebbe dovuto dirigere l'orchestra nella stagione 1960-61, ma si ammalò e non poté dirigere il primo concerto.

### Anni '60
Il Dr. Peter Paul Fuchs, nativo di Vienna, Austria, e professore di direzione all'Università statale della Louisiana, fu incaricato di dirigere il concerto di apertura il 19 ottobre 1960, per riempire vuoto lasciato dal Maestro Cooper sofferente. Cooper informò l'Associazione che era troppo malato per tornare per il secondo concerto del 16 novembre, che fu poi diretto da Fuchs. Quella stessa sera il Maestro Cooper morì nel Roosevelt Hospital di New York. Fuchs fu incaricato di terminare la stagione.
Fuchs fu assunto come direttore stabile per la stagione 1961-62, ruolo che mantenne fino al suo ritiro dalla LSU nella primavera del 1976.
Quando il nuovo teatro fu aperto nello LSU Union nel 1964, l'orchestra si spostò operativamente in quella struttura. La nuova sala offriva al pubblico comodi posti a sedere, aria condizionata e acustica migliore.

### Anni '70
Durante il decennio l'orchestra cambiò il suo nome in Baton Rouge Symphony Orchestra. Le dimensioni e la qualità dell'orchestra erano cresciute fino a quelle di un gruppo di classe metropolitano e venivano nuovamente chiamati ad esibirsi solisti internazionali. Un dirigente e uno staff di professionisti furono aggiunti al budget dell'associazione. Il decennio si concluse con la stagione 1979-80 con l'orchestra che aveva la propria sede nel nuovo Centroplex Theatre for the Performing Arts nel centro di Baton Rouge.
L'orchestra ingaggiò James Yestadt, professore di musica all'LSU, per dirigere la stagione 1976-77. Yestadt rimase in questa posizione fino al suo ritiro alla fine della stagione 1981-82. La stagione si ingrandì fino a sette concerti in abbonamento e l'orchestra iniziò a suonare nei concerti delle città e delle comunità circostanti. In questi anni si formò l'Orchestra Giovanile della Louisiana. La Baton Rouge Choral Society, Messa insieme da Victor Klimash, si esibì in numerose occasioni con la Baton Rouge Symphony Orchestra. Questa organizzazione, ora diretta dal Dr. Kenneth Fulton, divenne ufficialmente il Baton Rouge Symphony Chorus.

### Anni '80
James Paul, assistente direttore della Milwaukee Symphony Orchestra, diventò il nuovo direttore della Baton Rouge Symphony Orchestra per la stagione 1981-82. Il 22 ottobre 1988 l'orchestra si esibì alla Carnegie Hall di New York. L'ospite d'onore Abbey Simon si unì all'orchestra per la rappresentazione del Concerto per pianoforte n. 4. Il programma comprendeva il Jubilee from Symphonic Sketches di Chadwick e la Sinfonia n. 2 di Sibelius. L'orchestra ricevette ottime recensioni sui giornali di New York, oltre al Morning Advocate e allo State-Times. Altrettanto remunerativo fu il tutto esaurito degli spettatori, dei quali solo una piccola percentuale proveniva da Baton Rouge. La Baton Rouge Symphony Orchestra era arrivata.
Nei primi anni '80 la BRSO fece diverse stagioni di concerti di musica pop nel Centroplex Coliseum diretti da James Yestadt. Questi concerti al coperto, che offrivano una tariffa meno onerosa per l'ascolto all'inizio dell'estate, presentavano artisti come Jimmie Davis, Pete Fountain, Chet Atkins e Gordon McRae.
Il primo concerto del "Friday Night Live at the Pops" fu il 23 dicembre 1989. Una folla di persone sfidò il freddo per ascoltare l'orchestra in un programma di musiche natalizie. Il concerto fu diretto da Victor Klimash e presentava il Coro Sinfonico di Baton Rouge. I concerti Holiday Pops riscossero molto successo.

### Anni '90
Un'ulteriore evoluzione avvenne negli anni '90. La serie Pops crebbe fino a quattro coppie di concerti durante la normale stagione concertistica e cinque concerti all'aperto Summerfest furono tenuti durante i primi mesi estivi presso il Centro Congressi Hemingbough, vicino a St. Francisville. Per la stagione 2001-02 le serie Pops e Summerfest sono state combinate per creare la serie Summerfest Pops, una stagione prolungata di concerti sul terreno di Hemingbough. La serie fu successivamente ritirata nel 2003.
Nell'agosto del 1993 la Baton Rouge Symphony Association cambiò il proprio nome in Louisiana Symphony Association, ponendo le basi per una possibile espansione futura. La Baton Rouge Symphony Orchestra mantenne il suo nome. L'associazione acquistò l'edificio per gli uffici su Brookline Avenue come sede permanente. Nel giugno del 1998 James Paul annunciò il suo ritiro come direttore musicale e direttore d'orchestra.
Durante la stagione del 50º anniversario della Baton Rouge Symphony Orchestra sei candidati di talento gareggiarono per l'opportunità di diventare il maestro che avrebbe guidato l'organizzazione nel secolo a venire. Nel maggio 1999 Timothy Muffitt fu selezionato come nuovo direttore musicale.

### Dal 2000
Nell'agosto del 2002 la BRSO vendette l'edificio per uffici sulla Brookline Avenue e si trasferì due volte prima di stabilirsi nella sua attuale sede nel febbraio 2005 all'interno del Shaw Center for the Arts, nel centro di Baton Rouge. È qui che la BRSO si prodigò ad ospitare l'amministrazione della Louisiana Philharmonic Orchestra dall'agosto 2005 fino a giugno 2006 in seguito alle conseguenze dell'Uragano Katrina, dopo di che la LPO poté tornare ai suoi uffici a New Orleans.
Nella stagione 2006-07 l'orchestra eseguì oltre 60 concerti in dieci sedi dello stato della Louisiana, tra cui uno spettacolo del Messiah di Handel nella First Baptist Church del centro, il picnic e concerto per famiglie Barbecue of Seville al Magnolia Performing Arts Pavilion del Baton Rouge Community College e l'espansione della Serie di musica da camera nel Manship Theatre e nella Cattedrale di St. Joseph nel centro di Baton Rouge e nelle località di St. Francisville, Plaquemine e Slidell.

## Direttori musicali
- David Forrester (1948 - 1949)
- Orlando Barera (1949 - 1950)
- Richard Korn (1950 - 1951)
- Emil Cooper (1951 - 1960)
- Peter Paul Fuchs (1960 - 1976)
- James Yestadt (1976 - 1982)
- James Paul (1982 - 1998)
- Timothy Muffitt (1999–in carica)

## The Louisiana Youth Orchestras
Le Louisiana Youth Orchestras sono organizzazioni giovanili di arti dello spettacolo nell'area del Campidoglio. È una componente educativa della Baton Rouge Symphony Orchestra e un progetto della Baton Rouge Symphony League. La missione delle LYO è quella di migliorare l'educazione musicale nelle scuole e promuovere i più alti standard di esecuzione orchestrale.
La Louisiana Youth Orchestra debuttò il 26 febbraio 1984. Oggi quasi 180 musicisti di età compresa tra i 6 ei 20 anni sono selezionati da un'audizione competitiva per presentare tre importanti concerti al Magnaton Performing Arts Pavilion del Baton Rouge Community College. Questi musicisti sono rappresentanti di scuole pubbliche, private e parrocchiali provenienti da 25 distretti in un'area di quattro parrocchie.
David Torns è stato nominato direttore musicale del programma LYO nel maggio 2003 e dirige la Louisiana Youth Orchestra. La Louisiana Junior Youth Orchestra è diretta da Jennifer Cassin e comprende musicisti di livello medio. Il Louisiana Junior Ensemble è destinato ai musicisti di livello elementare ed è diretto da Lisa McGibney. Entrambi i gruppi sono stati istituiti nel 1990.
La più recente aggiunta al programma è il Louisiana Youth Orchestra Percussion Ensemble, fondato dal Dr. Michael Kingan nel 2000. Il LYOPE esegue un repertorio stimolante per percussionisti scuola di superiore avanzata. È sotto la direzione di Lisa Pegher.
Le esecuzioni si sono tenute presso la LSU, la Baton Rouge High Magnet School, la Lee High School, la Scotlandville Magnet High School, la University Laboratory School, New Orleans e St. Francisville. La stagione della LYO 2004-05 è stata messa in luce da una tournée al Walt Disney World Resort dove si esibirono al Galaxy Palace Theatre di fronte a un pubblico internazionale. La LJE fu presentata all'inaugurazione del Governatore Blanco nel 2004. La Louisiana Youth Orchestra è una delle tante organizzazioni artistiche giovanili che si esibiscono al Christmas Tree Lighting in centro. Si esibì anche all'inaugurazione di "The Symphony of Trees" presso l'Argosy Atrium nel dicembre 1999 - 2001.
Il concerto del maggio 2000 della Louisiana Youth Orchestra è stato trasmesso su Metro21, un canale televisivo ad accesso pubblico. Nell'ottobre del 2000 si sono esibiti alla Cerimonia per l'Innovazione del Planetarium Irene W. Pennington e all'ExxonMobil Space Theatre presso il Louisiana Art and Science Museum. La LYO si è esibita con la Baton Rouge Symphony per il concerto Holiday Pops del 1998 e nel giugno 1998, la LYO ha rappresentato lo stato della Louisiana per il National Festival of the States. Tra i locali per gli spettacoli c'erano l'US Naval Memorial, il Jefferson Memorial e l'Old Post Office Pavilion. La LYO si è esibita anche sul terreno del Vecchio Campidoglio nell'ottobre 1997 per i delegati che partecipano alla "Promessa della Louisiana: Il Vertice sui giovani".
Le orchestre della LYO sono state trasmesse in segmenti di Gumbo Island e Louisiana  della Louisiana Public Broadcasting.
Le prove si tengono alla LSU School of Music il lunedì sera, da settembre a maggio. La stagione concertistica comprende anche i vincitori del concorso per Il concerto annuale della LYO e del concorso per concerti per pianoforte dell'Associazione Insegnanti di Musica di Baton Rouge.